# CRuMs
CRuMs es un pequeño grupo de protistas recientemente propuesto (2018), cuya posición filogenética es importante, pues se sitúa fuera de los grupos principales. En concreto, en los análisis filogenéticos resulta ser un grupo hermano de Amorphea (que incluye amebas, hongos y animales). El nombre del grupo se deriva de las iniciales de los protistas que los componen, Collodictyonidae, Rigifilida y Mantamonadida. Todos los miembros de CRuMs presentan alguna plasticidad celular y algunos forman seudópodos. CRuMs es un clado que podría reemplazar a Varisulca, el cual es un taxón parafilético debido a que Ancyromonadida resulta en los análisis más basal. 